# العلاقات البليزية النيوزيلندية
العلاقات البليزية النيوزيلندية هي العلاقات الثنائية التي تجمع بين بليز ونيوزيلندا.

## مقارنة بين البلدين
هذه مقارنة عامة ومرجعية للدولتين:
| وجه المقارنة                                              | بليز         | نيوزيلندا                                              |
| --------------------------------------------------------- | ------------ | ------------------------------------------------------ |
| المساحة (كم2)                                             | 22.97 ألف    | 268.02 ألف                                             |
| عدد السكان (نسمة)                                         | 374.68 ألف   | 4.24 مليون                                             |
| الكثافة السكانية (ن./كم²)                                 | 16.31        | 15.82                                                  |
| العاصمة                                                   | بلموبان      | ويلينغتون، أوكلاند                                     |
| اللغة الرسمية                                             | لغة إنجليزية | لغة إنجليزية، اللغة الماورية، لغة الإشارة النيوزيلندية |
| العملة                                                    | دولار بليزي  | دولار نيوزيلندي، الجنيه النيوزيلندي                    |
| الناتج المحلي الإجمالي (بليون دولار)                      | 1.84 مليار   | 205.85 مليار                                           |
| الناتج المحلي الإجمالي (تعادل القوة الشرائية) بليون دولار | 3.05 مليار   |                                                        |
| الناتج المحلي الإجمالي الاسمي للفرد دولار أمريكي          | 4.88 ألف     |                                                        |
| الناتج المحلي الإجمالي للفرد دولار أمريكي                 | 8.42 ألف     |                                                        |
| مؤشر التنمية البشرية                                      | 0.715        | 0.914                                                  |
| رمز المكالمات الدولي                                      | +501         | +64                                                    |
| رمز الإنترنت                                              | .bz          | .nz                                                    |
| المنطقة الزمنية                                           | 00           | ت ع م+13:00، ت ع م+12:00                               |

## منظمات دولية مشتركة
يشترك البلدان في عضوية مجموعة من المنظمات الدولية، منها:
| علم المنظمة | اسم المنظمة                        | تاريخ انضمام بليز | تاريخ انضمام نيوزيلندا |
| ----------- | ---------------------------------- | ----------------- | ---------------------- |
|             | مؤسسة التنمية الدولية              | 19 مارس 1982      | 1 أكتوبر 1974          |
|             | يونسكو                             | 10 مايو 1982      | 4 نوفمبر 1946          |
|             | وكالة ضمان الاستثمار متعدد الأطراف | 29 يونيو 1992     | 22 أبريل 2008          |
|             | الأمم المتحدة                      | 25 سبتمبر 1981    | 24 أكتوبر 1945         |
|             | دول الكومنولث                      | ?                 | ?                      |
|             | الفريق المعني برصد الأرض           | ?                 | ?                      |
|             | الاتحاد البريدي العالمي            | ?                 | ?                      |
|             | البنك الدولي للإنشاء والتعمير      | 19 مارس 1982      | 31 أغسطس 1961          |
|             | الاتحاد الدولي للاتصالات           | 16 ديسمبر 1981    | 3 يونيو 1878           |
|             | منظمة حظر الأسلحة الكيميائية       | ?                 | ?                      |
|             | مؤسسة التمويل الدولية              | 19 مارس 1982      | 31 أغسطس 1961          |
|             | منظمة التجارة العالمية             | ?                 | ?                      |
|             | منظمة الشرطة الجنائية الدولية      | ?                 | ?                      |

## وصلات خارجية
- موقع وزارة الخارجية البليزية
- موقع وزارة الخارجية النيوزيلندية